# Seznam mest v Valiziji
Seznam mest v Valiziji.

## Seznam
| # | Mesto     | Mesto      | Glavno območje (principal area) (valižansko ime)   | Leto dodelitve ali potrditve | Stolnica                                | Slika                                                       | Prebivalci |
| # | Angleško  | Valižansko | Glavno območje (principal area) (valižansko ime)   | Leto dodelitve ali potrditve | Stolnica                                | Slika                                                       | Prebivalci |
| - | --------- | ---------- | -------------------------------------------------- | ---------------------------- | --------------------------------------- | ----------------------------------------------------------- | ---------- |
| 1 | Cardiff   | Caerdydd   | City and County of Cardiff (Dinas a Sir Caerdydd)  | 1905                         | Llandaf Cathedral                       | Kardifski grad                                              | 362.750    |
| 2 | Swansea   | Abertawe   | City and County of Swansea (Dinas a Sir Abertawe)  | 1969                         | St Joseph's Cathedral                   | Aberavon Beach & Swansea Bay                                | 245.480    |
| 3 | Newport   | Casnewydd  | Newport (Casnewydd)                                | 2002                         | Newport Cathedral (St Woolos Cathedral) | Celtic Manor Resort                                         | 151.500    |
| 4 | Wrexham   | Wrecsam    | Wrexham County Borough (Bwrdeistref Sirol Wrecsam) | 2022                         | Wrexham Cathedral                       | Wrexham city centre (Hope Street)                           | 65.359     |
| 5 | Bangor    | Bangor     | Gwynedd                                            | 1974                         | Bangor Cathedral                        | Pogled na mesto iz pristanišča Port Penrhyn (Porth Penrhyn) | 18.000     |
| 6 | St Asaph  | Llanelwy   | Denbighshire (Sir Ddinbych)                        | 2012                         | St Asaph Cathedral                      | Kentigern Arms                                              | 3.500      |
| 7 | St Davids | Tyddewi    | Pembrokeshire (Sir Benfro)                         | 1994                         | St Davids Cathedral                     | Porth Brâg                                                  | 1.840      |